# Frank Schäfer (Friseur)
Frank Conte-Schäfer (* 1959 in West-Berlin) ist ein deutscher Schauspieler und Friseur. Er galt als Stilikone der DDR.

## Leben
Frank Schäfer ist der Sohn von Gerd E. Schäfer, einem Fernsehstar in der DDR. Sein Bruder Alexander G. Schäfer ist als Schauspieler tätig. Schäfer flog von der Schule, weil er eine Platte aus dem Westen zur Schuldisco mitgebracht hatte. Er sollte dann Kostümbildner werden, lernte Modegestaltung und kam zum Fachschulstudium nach Reichenbach.
Er stotterte, verlobte sich mit einer Frau und begann früh, sich für Männer zu interessieren. Seinen Friseurberuf erlernte er in der PGH „Modische Linie“ auf der Schönhauser Allee. Er arbeitete als Visagist.
Schäfer kam über den Fotografen Sven Marquardt in die freie Mode- und Künstlerszene der DDR, machte bei Konzerten und Modeschauen mit.
1982 spielte Schäfer auf Schloss Moritzburg bei Dresden einen Striptease als Frau in einem Rokoko-Kostüm. Er spielte diese Rolle, da eine Schauspielerin ausgefallen war und der bekannte Regisseur Klaus Ehrlich einen Ersatz brauchte. Dies war eine der seltenen Darstellungen von Homosexualität im DDR-Fernsehen. Später wirkte er auch in Filmen von Rosa von Praunheim mit. 
Schäfer wurde bei einem Aufenthalt im Gefängnis durch einen Polizisten vergewaltigt. 1988 ging Schäfer, weil er immer wieder verhaftet wurde, in den Westen. Er sollte bei einer Heiner-Müller-Inszenierung schminken und nutzte ein zehntägiges Ausreise-Visum, um im Westen zu bleiben.
In den 1990er-Jahren wuchs seine Popularität, unter anderem dank seines Rufes als Schamhaarfriseur.
Schäfer führt einen Szene-Friseurladen („Frank & Amanda“) im Prenzlauer Berg in Berlin.

## Filmografie (Auswahl)
- Ein Traum in Erdbeerfolie (darin spielt Schäfer sich selbst unter der Regie von Marco Wilms)
- Affengeil (1990) von Rosa von Praunheim
- Neurosia (1995), filmische Autobiografie von Rosa von Praunheim
- Zurück auf Los! (2000)
- Unter Männern – Schwul in der DDR (2012)[8]
- Die 30 legendärsten Popstars der Achtziger (2014)
- Der Frisör (RTL II, 2001)
- Waschen, Schneiden, Reden (eins plus, 2014)